# Hertugdømmet Krnov
Hertugdømmet Krnov, også kendt under sit tyske navn hertugdømmet Jägerndorf, var et af mange schlesiske hertugdømmer beliggende i nutidens Tjekkiet.
Det blev etableret med hovedbyen Krnov i 1377, hvor det blev udskilt fra hertugdømmet Racibórz, et bøhmisk len siden 1326, som sammen med hertugdømmet Opava blev regeret af det tjekkiske Přemyslid-slægt. Da hertug Nikolas af Opava døde i 1365, delte hans sønner arveriget, og i 1375 blev den ældste, Jan 1., hertug af Racibórz og Krnov. Hans efterfølger, Jan 2., solgte Krnov til Piast-hertugen Władysław af Opole i 1385, men fik det tilbage i 1392. Přemysliderne mistede til sidst Krnov til Matthias Corvinus, der på det tidspunkt var mod-konge af Bøhmen (Vladislav 2. af Bøhmen var den officielle konge). Efter at Vladislav endegyldigt satte sig på den bøhmiske trone, var han ikke interesseret i at give Krnov tilbage, så han gav han hertugdømmet til en af sine støtter, Johann af Schellberg, som len.
I 1523 overtog markgreve Georg af Brandenburg-Ansbach Krnov og senere, i 1532, også Racibórz. Den stadigt stærkere Hohenzollern-indflydelse i Schlesien bekymrede Ferdinand 1., som var blevet konge af Bøhmen i 1526. På trods af dette formåede Hohenzollern-slægten at holde fast i Krnov, indtil efter slaget ved det Hvide Bjerg i 1620. På det tidspunkt konfiskerede den tysk-romerske kejser Ferdinand 2. Hohenzollern-slægtens bøhmiske besiddelser. Ferdinands støtte, Karl 1. af Liechtenstein, der havde været hertug af Opava siden 1613, fik som belønning Krnov, og det blev slået sammen med Opava i 1623, hvorpå Krnov ophørte med at eksistere.